# Partido Livre-Pensador Alemão
O Partido Livre-Pensador Alemão ou Deutsche Freisinnige Partei (DFP) foi um movimento político no Império Alemão.

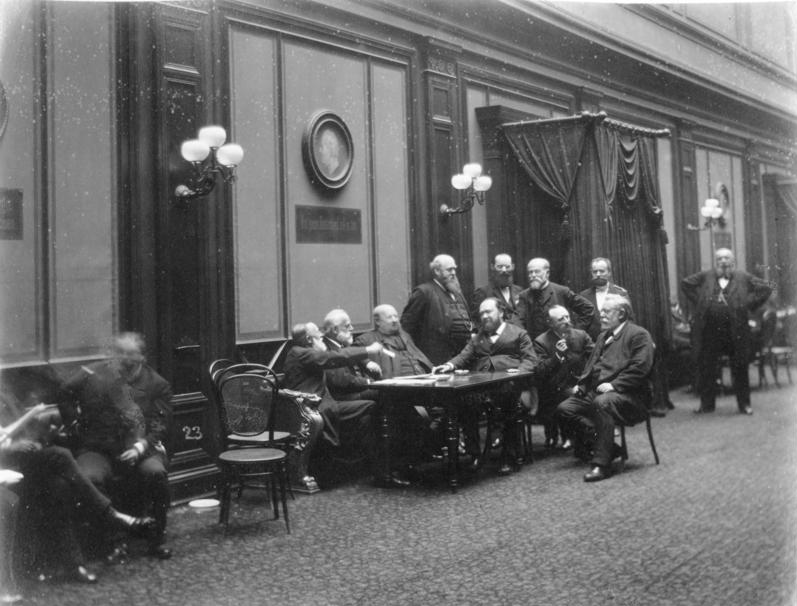
O grupo parlamentar dos livres-pensadores

Fundado no ano de 1884, o Partido Livre-Pensador Alemão existiu até 1893.

## Membros famosos
- Ludwig Bamberger
- Adelbert Delbrück
- Albert Kalthoff
- Eduard Lasker
- Friedrich Naumann
- Theodor Mommsen
- Eugen Richter
- Georg von Siemens
- Franz August von Stauffenberg
- Rudolf Virchow